# Libnotes punctatissima
Libnotes punctatissima là một loài ruồi trong họ Limoniidae. Chúng phân bố ở miền Australasia.